# Ingo van Weert
Ingo van Weert (Drunen, 8 febbraio 1994) è un calciatore olandese, difensore dell'Achilles Veen.

## Carriera
Ha esordito in Eredivisie nella stagione 2013-2014 con l'RKC Waalwijk.